# Biharkeresztes
Biharkeresztes [biharkeresteš] je město ve východním Maďarsku v župě Hajdú-Bihar, spadající pod okres Berettyóújfalu, těsně u rumunských hranic. S bezprostředně sousedící obcí Ártánd tvoří aglomeraci. Nachází se asi 49 km východně od Debrecínu. V roce 2018 zde žilo 4 345 obyvatel. Podle údajů z roku 2001 zde bylo 96 % obyvatel maďarské a 4 % obyvatel romské národnosti.
Nejbližšími městy jsou Berettyóújfalu, Komádi, Létavértes a rumunská Oradea. Blízko jsou též obce Ártánd, Bedő, Berekböszörmény, Bojt, Mezőpeterd a Told.